# Бонди, Алексей Михайлович
Алексе́й Миха́йлович Бо́нди (1 августа 1892, Баку — 30 марта 1952) — советский актёр и драматург. Заслуженный артист РСФСР (1948).

## Биография
Алексей Бонди родился в семье морского капитана, директора Мореходного училища. Старший брат Юрий (1889—1926) — театральный художник и режиссёр — оставил ради театра астрономическую науку; брат Александр — был актёром сатирического амплуа, отдал театру много лет жизни. Автор нескольких театральных пьес и многих литературных пародий. Был профессиональным виолончелистом; брат Сергей (1891—1983) — литературовед-пушкинист, профессор МГУ; сестра Наталия — артистка.
Учился на естественном отделении физико-математического факультета в Петербургском университете, занимался в консерватории и работал в Гатчинском театре миниатюр виолончелистом музыкального трио, увлекался театром на любительском уровне. Артистическую деятельность начал в студии, созданной В. С. Мейерхольдом.

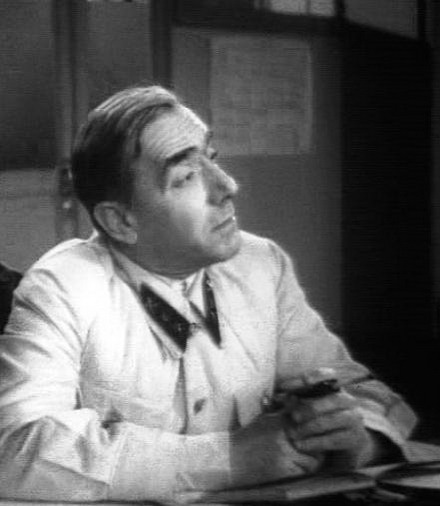
Алексей Бонди — кадр из фильма Аринка

В 1918 году впервые выступил на профессиональной сцене в «Ткачах» Г. Гауптмана в постановке Мейерхольда. Позже играл в «Ученике дьявола» Бернарда Шоу, «Тяжёлых днях» Островского, и «Театре чудес» 
Сервантеса. Окончательно оставив детскую мечту стать биологом, в том же 1918 году перешёл на работу в «Театр-Студию» под руководством Н. В. Петрова.
В 1919 году вместе с труппой под руководством Н. В. Петрова, Ю. М. Бонди и Б. Э. Янишевского семья Бонди переехала на целый год в Кострому, где актёр играл в пьесах Гоголя («Ревизор»), Лермонтова («Маскарад»), Андреева («Жизнь человека», «Тот, кто получает пощёчины»), Гамсуна («У врат царства», «Закат»), Лопе де Вега («Овечий источник»), Уайльда («Как важно быть серьёзным»).
По возвращении в Петроград артистическая жизнь А. Бонди проходила в Государственном Петроградском Драматическом театре (бывшем Народном доме), где сыграл графа Кутайсова («Павел I»), архимандрита Фотия («Александр I»), генерала Дибича («Николай I»), императора («Юлиан отступник»).
С 1923 года Алексей Бонди работает в «малом жанре» в театре «Кривое зеркало», а после в Ленинградском и Московском театрах Сатиры.

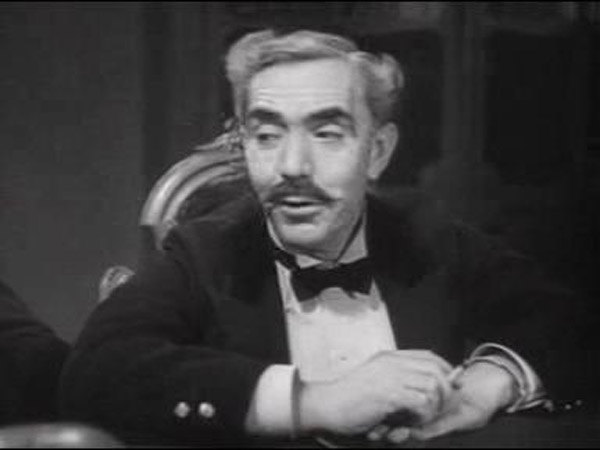
Алексей Бонди — кадр из фильма Человек в футляре

В 1926 году в полной мере проявляется литературный талант А. Бонди. В конце 20-х годов на сценах театров юных зрителей с успехом идут три пьесы Бонди: пятиактная пьеса «Изобретатели» и две одноактных — «Экзамен» и «Загадочный багаж».
В 1930-х годах работал у Н. П. Акимова в Ленинградском Театре комедии, где сыграл десятки ролей, получивших признание публики.
С 1937 года Бонди снимался в кино.
Автор пьесы «Лев Гурыч Синичкин» — творчески переработанного в практически новое произведение знаменитого водевиля Д. Т. Ленского, впервые и с успехом показанного Ленинградским Государственным театром Комедии 24 апреля 1945 года в Москве.
Из роли «конферансье», сыгранной им в спектакле-обозрении «Насчёт любви» (1926), Бонди создал сценарий «Обыкновенного концерта» (переименованный и впоследствии экранизированный 
«Необыкновенный концерт») — главной пьесы Театра кукол С. В. Образцова, премьера которого состоялась 19 июня 1946 года.
Автор ряда пьес, интермедий, эстрадных миниатюр, рассказов и литературных пародий.
Алексей Михайлович Бонди ушёл из жизни весной 1952 года, похоронен на Введенском кладбище (уч. № 2,семейное захоронение).

## Фильмография
- 1937 — Возвращение Максима — меньшевик
- 1938 — Выборгская сторона —  меньшевик
- 1939 — Аринка — начальник станции
- 1939 — Мужество — командир отряда
- 1939 — Человек в футляре — француз
- 1940 — Галя — водопроводчик

## Признание и награды
- Орден «Знак Почёта» (1939)[1].
- Заслуженный артист РСФСР (1948).

## Издания
- Бонди А. М. Заседание о смехе (Новый сборник старых литературных пародий). — М: Издательство ЖУК, 2007. — 336 с.